# Halvvägstjärnen (Ore socken, Dalarna)
Halvvägstjärnen är en sjö i Rättviks kommun i Dalarna och ingår i Dalälvens huvudavrinningsområde.